# Hugo Boss

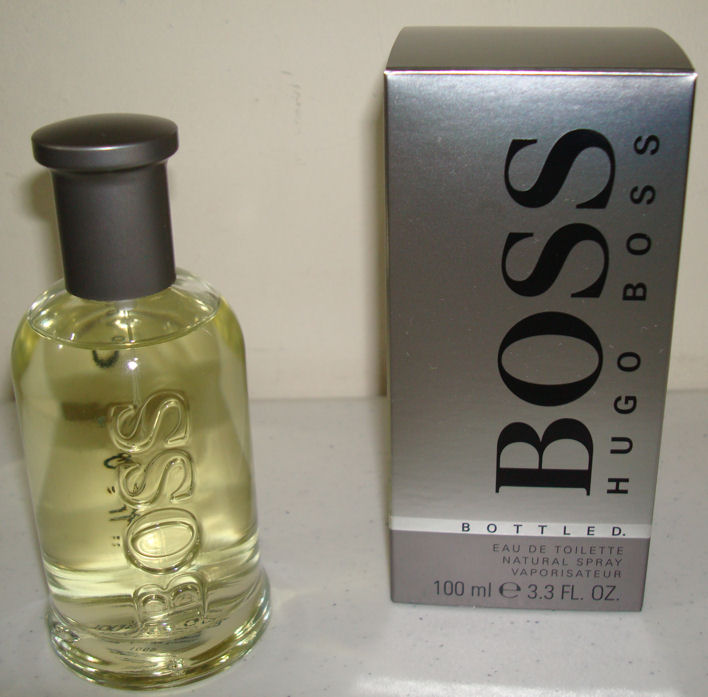
Um perfume da Hugo Boss.

Hugo Boss é uma marca de moda alemã, que produz e vende roupas e produtos relacionados, como perfumes.
A empresa leva o nome do seu fundador, o empresário alemão Hugo Ferdinand Boss (1885–1948). Ele começou seus empreendimentos em meados de 1924 em Metzingen, uma pequena cidade ao sul de Stuttgart. Devido aos problemas financeiros da Alemanha na década de 1920, Hugo teve problemas em se estabelecer até que em 1931, através de um acordo com seus credores, conseguiu colocar sua empresa de pé novamente. Nesse mesmo ano, se filiou ao Partido Nazista. Seu relacionamento com os nazistas permitiu que seus negócios finalmente decolassem e sua empresa prosperou durante a era do Nazismo.
A Hugo Boss acabou fazendo os uniformes de várias milícias e oficiais nazistas, como a Sturmabteilung (SA), a Schutzstaffel (SS), a Juventude Hitlerista e o NSKK, além de usar trabalho forçado de judeus dos campos de concentração. Foi reportado que na casa de Hugo havia uma foto dele com Adolf Hitler, o ditador alemão. Ao fim da Segunda Guerra Mundial, ele foi preso e acusado de ser filiado ao partido nazista (agora uma organização ilegal). Em 1946, foi destituído dos seus direitos políticos e outros benefícios como cidadão, mas sua empresa sobreviveu. Ao fim da década de 1960, a companhia prosperava novamente. Nos anos 2000, entraram para o ramo da moda, diversificando seus negócios e angariando grandes lucros. É atualmente uma das empresas de produtos de moda mais bem sucedidas do mundo.
A sua marca está associada com patrocínios esportivos, especialmente com a equipe McLaren da Fórmula 1 desde 1981, mas em 2015 a famosa marca de moda alemã deixou de patrociná-la e passou a estampar as carenagens da Mercedes. O anúncio finaliza uma longa associação de trinta e três anos da Hugo Boss com a McLaren.